# Tall Halawa
Tall Halawa (arab. تل حلاوة) – wieś w Syrii, w muhafazie Idlib. W 2004 roku liczyła 646 mieszkańców.